# Angerona (papillon)
Pour les articles homonymes, voir Angerona.
Genre
Angerona est un genre de lépidoptères (papillons) de la famille des Geometridae, de la sous-famille des Ennominae.

## Liste des espèces
Selon Catalogue of Life (27 février 2023) :
- Angerona nigrisparsa Butler, 1879
- Angerona poeusaria Walker, 1860
- Angerona prunaria (Linnaeus, 1758) - Phalène du prunier (seule espèce européenne).
- Angerona rufaria Dognin, 1911